# 克伦珀尔
克伦珀尔是德国石勒苏益格－荷尔斯泰因州的一个市镇。总面积4.83平方公里，总人口609人，其中男性308人，女性301人（2011年12月31日），人口密度126人/平方公里。